# Orage volcanique

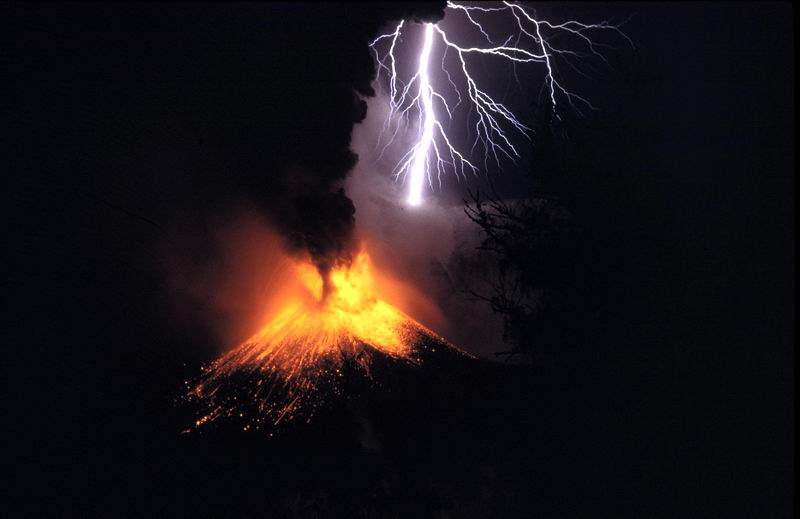
Orage volcanique, ici lors d'une éruption du mont Rinjani en Indonésie, en 1994.

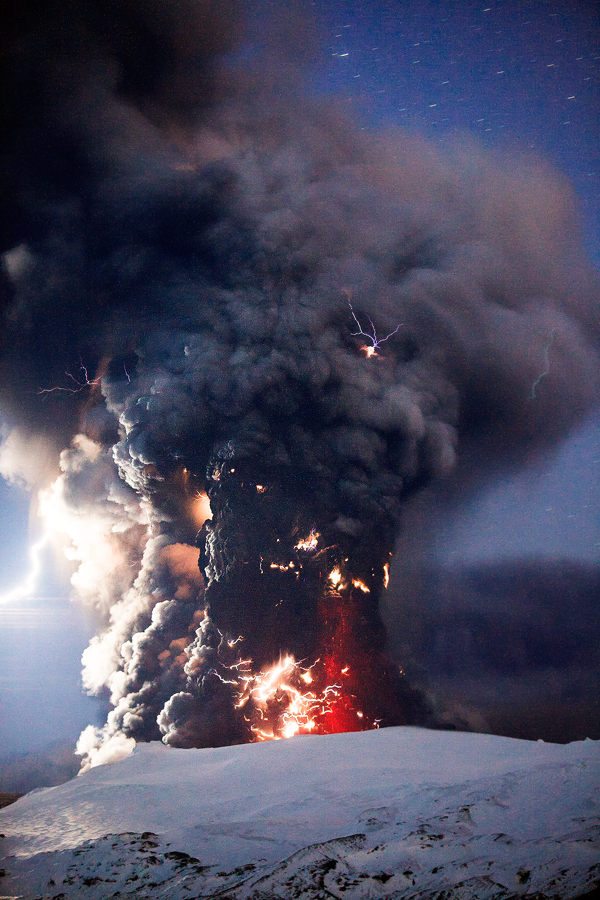
Éclairs lors des éruptions de l'Eyjafjallajökull en 2010.

Un orage volcanique est un phénomène de décharge électrique observé dans un panache volcanique ou à sa périphérie. Ces panaches de poussière et/ou de gaz se chargent électriquement, produisant souvent des éclairs spectaculaires. Une hypothèse est que ces décharges (qui existent sur d'autres planètes) pourraient sur Terre avoir participé à la production de molécules complexes, voire à l'apparition de la vie.
L'apparition de la foudre demande des conditions particulières de différence de potentiel électrique qui ne sont pas toujours présentes au cours d'une éruption. Toutes les éruptions ne génèrent donc pas ce phénomène.
Selon une hypothèse récente (2019) ces éclairs pourraient être dus à la présence de radon naturellement radioactif et ionisant dans le panache. Antérieurement on pensait que c'est l'électricité statique dégagée par le frottement des particules qui produisait ces éclairs.

## Formation
Elle est longtemps restée mystérieuse, notamment parce que l'accès à l'intérieur du panache est éminemment dangereux pour les chercheurs, et délicat pour des engins motorisés ; l'étude fine en profil vertical des propriétés physicochimiques et de charge, des propriétés thermodynamiques et de la microphysique des particules dans des panaches est donc récente. Elle a été plus facile dans les panaches gazeux par exemple via un ballon instrumenté et pourrait être facilité par l'utilisation de drones.
- Une première hypothèse était que lors d'une éruption volcanique, les particules de cendre et de poussière qui sont expulsées par le volcan sont projetées à grande vitesse dans une zone d'activité thermique intense. Elles se frottent rapidement, ce qui les charge en électricité, elles se chargent aussi par fractoémission, et par triboélectrification lors d'interactions avec des particules de type hydrométéores[2],[1]. 
Les particules du panache accumulent ainsi des charges électriques positives ou négatives. La tension des champs électromagnétiques formés par ces dernières devient progressivement trop forte, ce qui provoque un claquage et l'apparition de foudre[3],[4]. 
Il faut que le taux de production des particules et leur vitesse d'éjection permettent d'atteindre la tension de claquage de l'air pour que le phénomène se produise. C'est pourquoi le taux d'éclairs varie dans le temps dans une même éruption et entre les éruptions de deux volcans. Pour des éruptions mineures, il peut ne jamais être observé[réf. souhaitée]
  - Fractoémission : elle se produit plutôt près de l'évent, en lien avec l'activité explosive, source de fragmentation violente du magma[5]. Selon Lane et al. (2011) elle peut être associé à l'émission de photons, d'électrons, d'ions positifs et de particules chargées [1].
  - Triboélectrification : il s'agit d'une électrification de contact, correspondant à un transfert de charge à la surface de particules[1],[6],[7].

- Une hypothèse plus récente (2019) est que les éclairs qui surviennent dans le panache volcanique seraient plutôt dus à l'ionisation des gaz, induite par la radioactivité naturelle du radon émis par le volcan. 
Un ballon a en effet noté au dessus du Stromboli que de tels éclairs se produisent en condition gazeuse, c'est-à-dire en l'absence de poussières et cendres détectables[8] Une charge électrique importante a pu être mesurée dans des nuages volcaniques exclusivement gazeux sans cendres détectables (au moins ±8 000 pC/m3)[8].

## Occurrences
Le phénomène, relativement fréquent, s'est manifesté à plusieurs reprises et a été noté depuis fort longtemps. Ci-dessous, quelques cas récents :
- l'éruption du Ruang en 2024 [9] ;
- l'éruption du Taal en 2020
- l'éruption de l'Etna en 2015[10] ;
- l'éruption du Sakurajima en 2013[11] ;
- l'éruption du Grímsvötn en 2011[12] ;
- l'éruption de l'Eyjafjoll en 2010[13] ;
- l'éruption du Chaitén en 2008[14] ;
- l'éruption du mont Augustine en 2006[15] ;

## Enjeu de connaissance scientifique
Les particules chargées (dont celles qui auraient été ionisées par un accident nucléaire) n'ont pas le même comportement dans l'atmosphère que leurs homologues non chargées ; 
L'intérêt pour l'électricité dans le panache volcanique a été relancé quand on a remarqué que les nuages d'aérosols chargés (dont font partie les panaches volcaniques et certains nuages de poussière) ne répondaient pas aux modèles classiques de transport de particules à longue portée : les modèles existants ne prédisent que très imparfaitement le transport de particules chargées et de grosses particules (Ryder et al., 2013 ; van der Does et al., 2018 ; Weinzierl et al., 2017).
La charge modifie la vitesse de chute des petites particules dans le champ électrique atmosphérique, et elle affecte les taux d'agrégation qui produisent des particules plus lourdes (en améliorant et le lessivage du panache par les précipitations s'il y en a. La charge peut aussi prolonger le transport de particules dans des champs électriques importants.
Comprendre ces phénomènes est donc important pour la modélisation des panaches et des retombées.

## Les orages volcaniques et l'origine de la vie
Il est possible que les orages volcaniques aient joué un rôle majeur dans le développement de la vie primitive, en permettant la fixation de l'azote atmosphérique au sein de molécules organiques. L'azote joue un rôle fondamental dans les organismes vivants, étant un élément essentiel des protéines et des acides nucléiques. Aujourd'hui sa fixation est assurée par les algues et certaines bactéries — ainsi que par l'industrie des fertilisants —, mais aux débuts de la vie il a fallu un mécanisme abiotique. Vu l'énergie de la liaison N≡N du diazote, le seul mécanisme connu dans l'environnement terrestre comme capable de la casser (et permettre ainsi à l'azote de se lier à d'autres éléments comme le carbone C et l'hydrogène H) est l'action de la foudre, et particulièrement des éclairs se produisant dans les orages volcaniques, au sein desquels se trouvent des gaz et des cendres susceptibles de se combiner à l'azote monoatomique provenant de la dissociation des molécules N2. Les traces d'azote fixé abiotiquement ont longtemps manqué, tant dans les formations géologiques que dans les éruptions observées, en raison sans doute de la grande mobilité des nitrates (les principaux composés azotés formés directement) en présence d'eau, mais en 2023 des concentrations importantes de nitrates ont été trouvées en milieu aride dans des dépôts volcaniques de Turquie et du Pérou, et leur origine atmosphérique attestée par leur enrichissement en oxygène 17 (17O). Le volume des dépôts et leur concentration en azote a permis d'évaluer quantitativement l'efficacité de ce mécanisme de fixation : jusqu'à 2,82 × 1011 kg (282 millions de tonnes) d'azote au cours d'une seule éruption, autant que la production annuelle d'une usine de fertilisants typique,.